# Tarsius tarsier
El tarsero fantasma o tarsio fantasma (Tarsius tarsier) es una especie de primate tarsiforme, constituye la especie tipo del género Tarsius.  

## Aspecto
El extraño aspecto de este animal, le han hecho acreedor de infinidad de leyendas y supersiticiones entre los indígenas. Es el “espectro” (de ahí su nombre científico), el espíritu del bosque.   

## Hábitat
Su área de dispersión se circunscribe a Indonesia, concretamente son endémicos de la Isla Célebes, las cercanas islas Buton, Muna, Kabaena, islas Selayar y las islas Togian, y está presente hasta una altitud de 1.100-1.500 m s. n. m.. Es muy probable que estas poblaciones estén subdivididas en numerosas especies insulares y parapátricas, según algunas hipótesis recientes.
De acuerdo a diversos estudios, este taxón se encuentra en bosques primarios, secundarios, manglares y jardines forestales, así como en una cierta variedad de otros hábitats con diferentes grados de perturbación humana, pero que proporcionan cobertura arbustiva adecuada. El tarsio muestra adaptaciones extremas para aferrarse verticalmente, trepar y desplazarse saltando en su hábitat adecuado: el sotobosque tropical, a menudo a 2 metros o menos del suelo. Se piensa que el ámbito hogareño o área de vida del tarsero fantasma es de alrededor de una hectárea o menor.

## Características físicas
Son primates de hábitos sociales nocturnos, viven en grupos pequeños de 2 a 6 individuos, de costumbres monogámicas o polígámicas. Los adultos machos pesan entre 118 a 130 gramos, mientras que las hembras varían entre los 102 a 114 gr. La longitud promedio cabeza-cuerpo de los ejemplares adultos va de 9 a 14 centímetros, mientras que la cola posee un rango de longitud de 20 a 26 cm. La dieta se compone en un 100% de presas animales vivas (carnívoros), fundamentalmente insectos (insectívoros) y, ocasionalmente, algunos pequeños vertebrados, como pájaros, roedores y reptiles. Son cazadores tanto nocturnos como diurnos. Su ojos son capaces de aportarle una visión nocturna y periférica, además de que son capaces de rastrear a sus presar a través del ultrasonido.
El promedio de vida en estado salvaje es de alrededor de 10 años, sin embargo, en cautiverio se han visto ejemplares que pueden llegar hasta los 17 años.
Para algunos autores, es el mamífero con el ojo más grande en relación con su tamaño. De hecho, sus ojos son más grandes que su cerebro.
A diferencia de la mayoría de monos, no cuenta con un dedo pulgar oponible.
Puede girar la cabeza hasta los 180 grados.

## Reproducción
A los 2 años de edad, machos y hembras alcanzan la madurez sexual, por lo que ya son aptos para procrear y reproducirse. El proceso comienza con la hembra dejando un fuerte olor con el objetivo de atraer al macho. Una vez haya cumplido su función y se haya realizado el proceso de fecundación, la gestación durará de 181 a 194 días. Normalmente nacerán 2 o 3 bebés de tarsero fantasma, que pasarán sus primeros meses de vida en la espalda de su madre.

## Comportamiento social
Son animales sociales que suelen vivir en grupos, aunque también es posible encontrarlos en solitario. Están atentos a los peligros potenciales de forma constante, por lo que es muy complicado verlos.
No se ha logrado una adaptación al cautiverio, lo que complica el estudio profundizado sobre este animal. Hay ocasiones en las que ni siquiera se reproducen cuando están en cutiverio.